# Pavle Jurina
Pavle "Pavo" Jurina (Našice, 2 januari 1954 – Bjelovar, 2 december 2011) was een Kroatisch handballer. Jurina nam met het Joegoslavisch handbalteam tweemaal deel aan de Olympische Zomerspelen, in 1980 en 1984. In 1980 speelde hij alle zes wedstrijden mee en scoorde hij 33 doelpunten. Joegoslavië behaalde toen de zesde plaats. Vier jaar later speelde hij opnieuw alle zes wedstrijden mee, scoorde hij slechts vijf doelpunten, maar behaalde toen wel de gouden medaille. In 1982 verloor hij met Joegoslavië in Dortmund de finale van het WK tegen de Sovjet-Unie. 
Pavle Jurina overleed eind 2011 op 57-jarige leeftijd ten gevolge van hartfalen.